# Тихий Став
Тихий Став (укр. Тихий Став; до 2024 года — Червоный Став) — село в Баштанском районе Николаевской области Украины.
Основано в 1924 году. Население по переписи 2001 года составляло 101 человек. Почтовый индекс — 56214. Телефонный код — 5168. Занимает площадь 0,419 км².

## Местный совет
56214, Николаевская обл., Баштанский р-н, с. Малиевка, ул. Советская, 57